# Stevenson (Washington)
Stevenson é uma cidade localizada no estado norte-americano de Washington, no Condado de Skamania.

## Demografia
Segundo o censo norte-americano de 2000, a sua população era de 1200 habitantes.
Em 2006, foi estimada uma população de 1374, um aumento de 174 (14.5%).

## Geografia
De acordo com o United States Census Bureau tem uma área de
4,1 km², dos quais 3,8 km² cobertos por terra e 0,3 km² cobertos por água.

## Localidades na vizinhança
O diagrama seguinte representa as localidades num raio de 32 km ao redor de Stevenson.